# Monumento de los Exploradores
El Monumento de los Exploradores (en inglés: Explorers' Monument) es un monumento situado en el Esplanade Park en Fremantle, en el estado de Australia Occidental en Australia. Se encuentra a unos seis metros de altura, y se compone de una estatua de Maitland Brown, sentado en un pedestal de granito sobre una base de granito con incrustaciones de placas honrando a tres exploradores, Frederick Panter, James Harding y William Goldwyer. El monumento fue encargado por CJ Brockman, y la estatua de Brown fue esculpida por Pietro Porcelli. Lady Forrest dio a conocer la obra en febrero de 1913. Debido a la controversia acerca de la presentación de los colonos y aborígenes, se modificó en 1990.
Panter, Harding y Goldwyer murieron a manos de los aborígenes en 1864, mientras exploraban la región de Kimberley de Australia occidental. Cuando los hombres no regresaron, Brown fue el encargado de dirigir la expedición de La Grange, que buscaba el paradero de los desaparecidos.